# Varronia brownei
Varronia brownei är en strävbladig växtart som först beskrevs av Friesen, och fick sitt nu gällande namn av A. Borhidi. Varronia brownei ingår i släktet Varronia och familjen strävbladiga växter. Inga underarter finns listade i Catalogue of Life.